# 큰방가지똥
큰방가지똥(prickly sow-thistle, rough milk thistle, spiny sowthistle)은 국화과에 속하는 한해살이풀이다. 줄기는 곧추서며 높이 50~100cm 에 이르는데 속이 비어 있다. 잎의 가장자리에 가시 같은 톱니가 있다. 자르면 흰 유액이 나오고, 꽃은 노란색으로 핀다. 열매는 수과로, 10월에 익는다.

## 사진

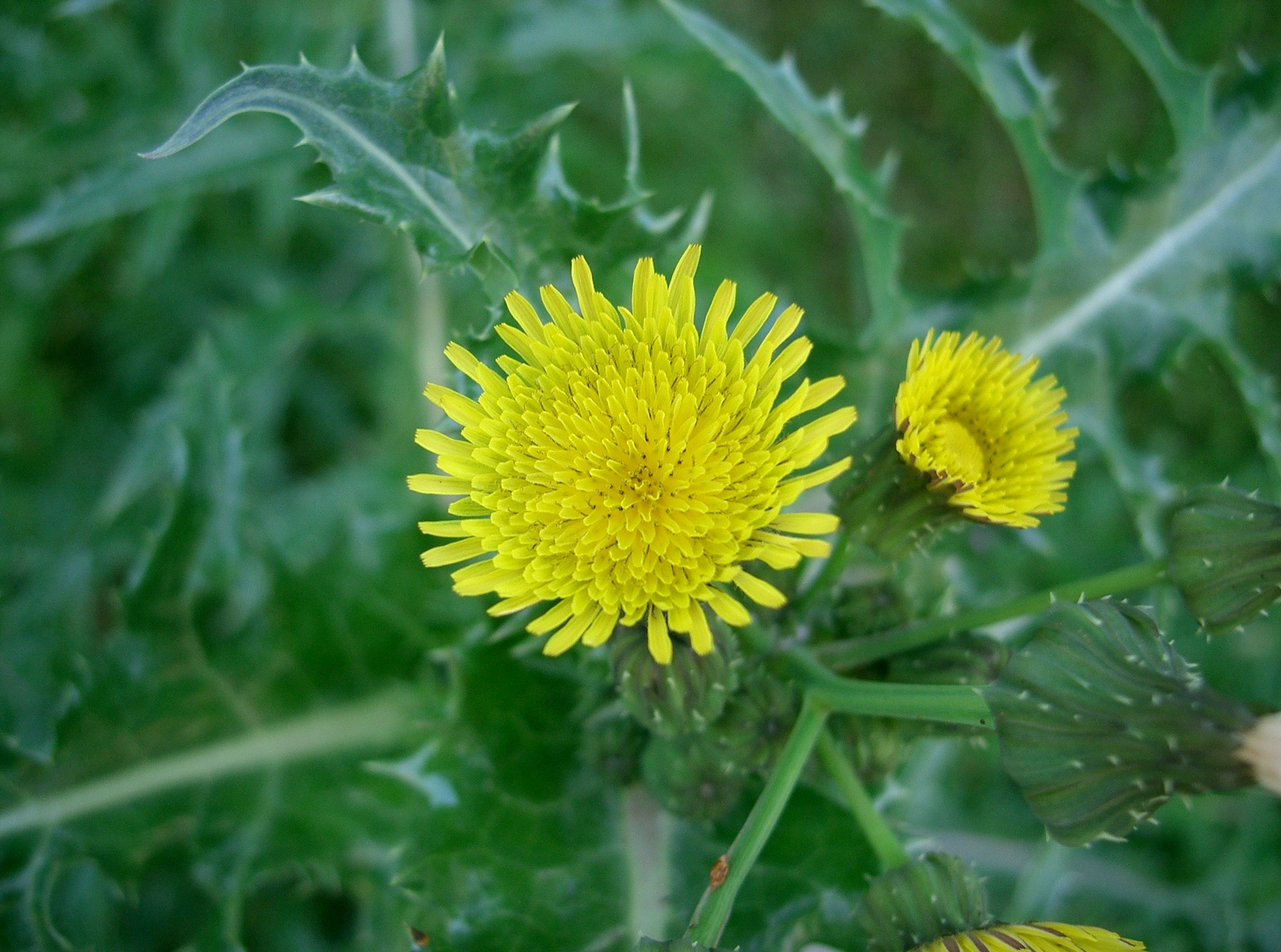
일본 오사카에서
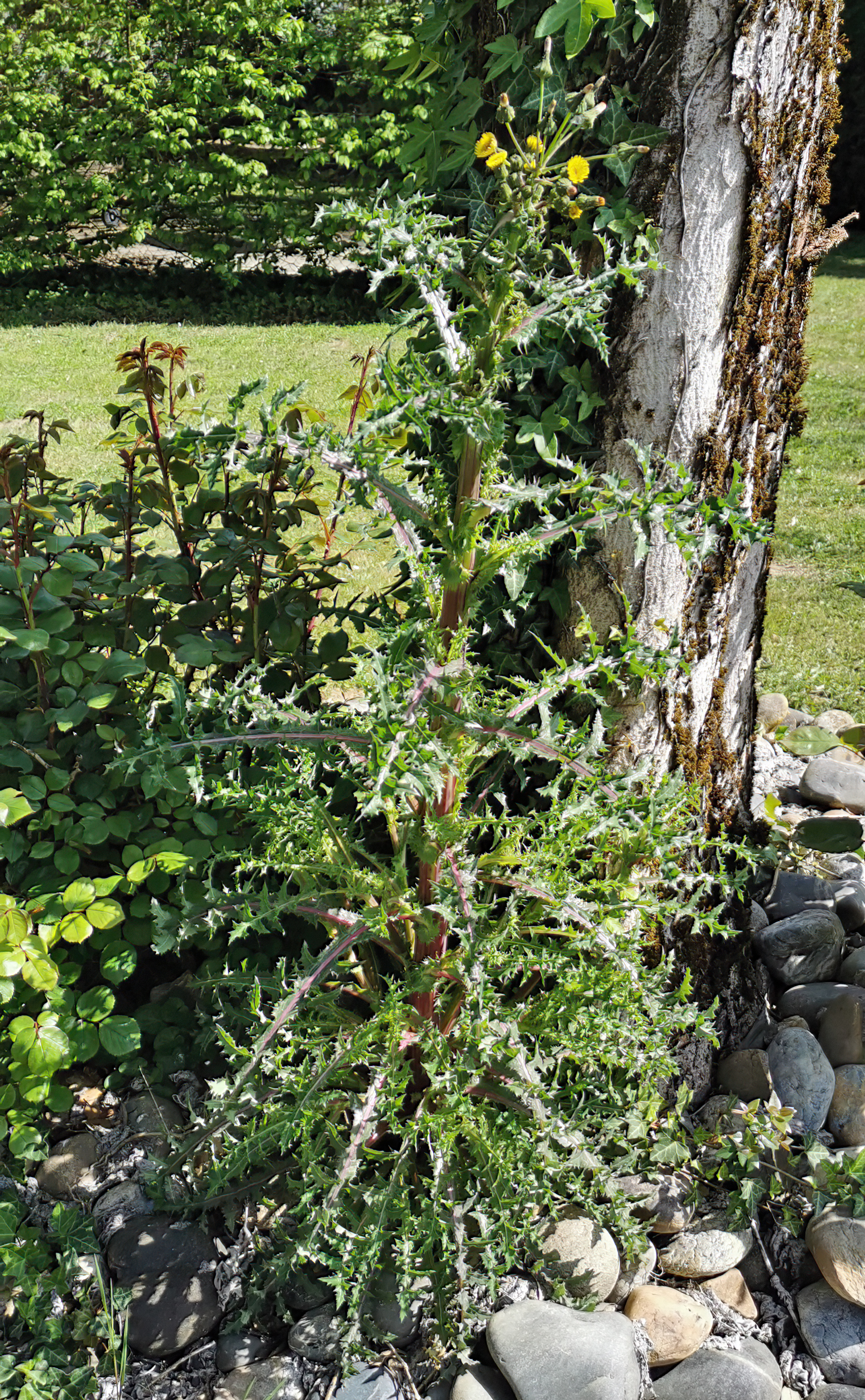
프랑스에서